# 274981 Petrsu
274981 Petrsu este un asteroid din centura principală de asteroizi.

## Descriere
274981 Petrsu este un asteroid din centura principală de asteroizi. A fost descoperit pe 12 octombrie 2009 la Tzec Maun de A. O. Novichonok și D. N. Chestnov. Asteroidul prezintă o orbită caracterizată de o semiaxă mare de 2,87 ua, o excentricitate de 0,02 și o înclinație de 2,9° în raport cu ecliptica.